# Romanzo gotico

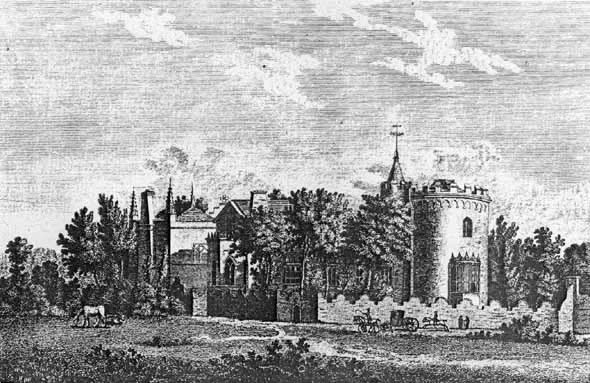
Villa di Strawberry Hill, la villa inglese in stile "neogotico", che fu fonte d'ispirazione dell'opera gotica dello scrittore Horace Walpole.

Il romanzo gotico è un genere narrativo sviluppato dalla seconda metà del Settecento e caratterizzato dall'unione di elementi romantici e dell'orrore.
L'espressione "letteratura gotica", riferita alla tendenza culturale sviluppatasi dalla metà del XVIII secolo, è entrata nell'uso comune a partire soprattutto dai Paesi anglosassoni e individua solitamente storie ambientate nel Medioevo (o meglio in una fantasiosa ricostruzione del Medioevo) in castelli diroccati, sotterranei e altri ambienti cupi e tenebrosi.

## Il precursore

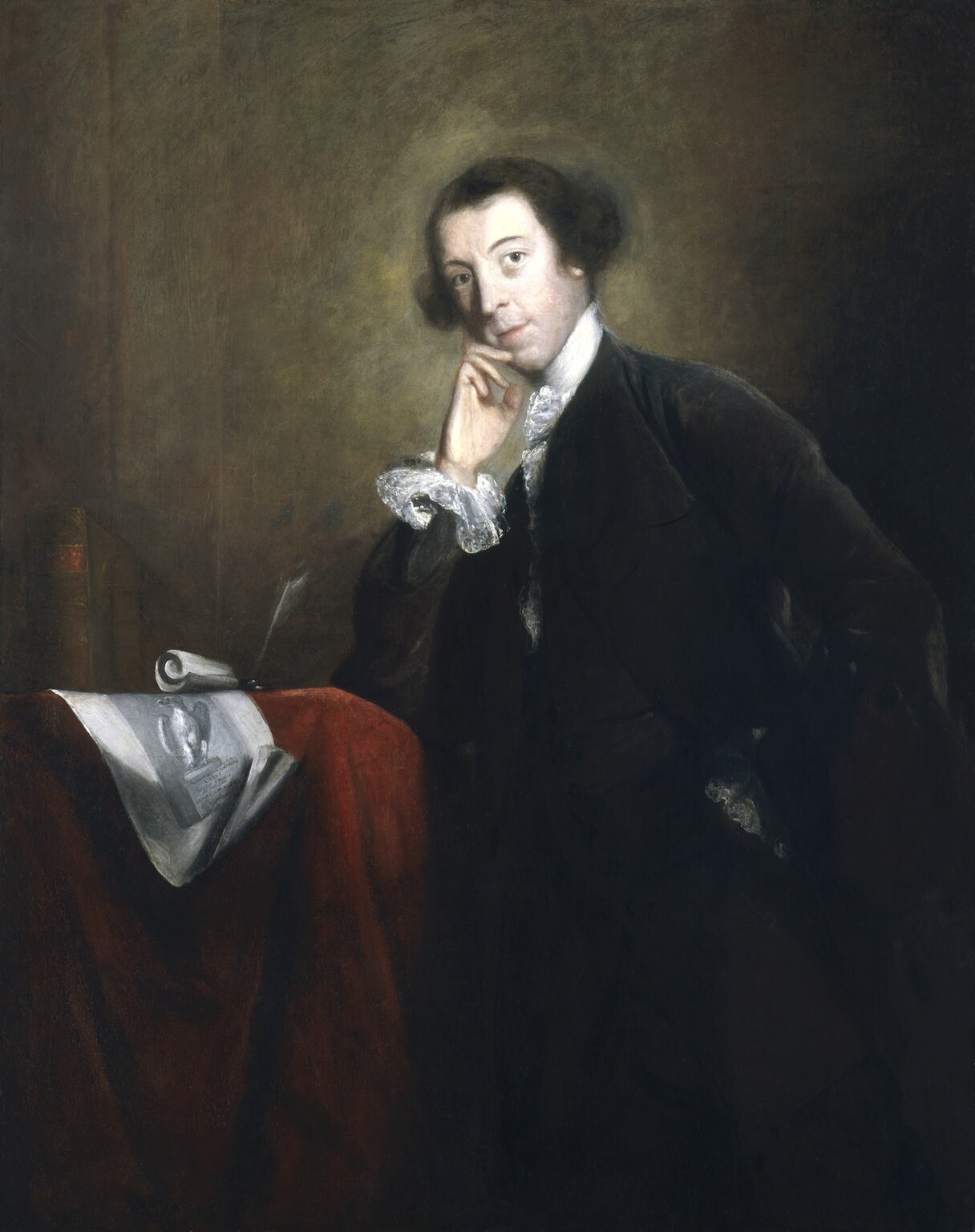
Horace Walpole è considerato l'iniziatore della letteratura gotica moderna con Il castello di Otranto del 1764.

Essendo il fulcro di questo genere l'unione fra storie d'amore e di terrore, i temi frequenti di questo filone narrativo (che fu poi chiamato "romanzo nero" con definizione da non confondere con il noir, una variante del romanzo giallo) sono l'amore perduto, i conflitti interiori, il soprannaturale. L'espressione deriva da gotico, termine usato a partire dal Rinascimento per indicare l'architettura e l'arte del Medioevo.
L'iniziatore della letteratura gotica moderna è considerato Horace Walpole con il suo romanzo breve Il castello di Otranto del 1764. Walpole (1717-1797), terzo figlio sopravvissuto del primo ministro sir Robert, a metà del Settecento cominciò a costruirsi un castello a Strawberry Hill, ai margini di Londra, e lo arricchì man mano di straordinari pezzi d'arte (tra cui intere collezioni di reliquie cattoliche), confermandosi un intenditore e un antiquario molto importante. Con Il castello di Otranto, Walpole diede inizio in modo abbastanza consapevole al genere gotico. Il testo viene presentato come la traduzione di un antico racconto italiano ambientato nella Puglia medievale nel Regno di Sicilia del re Manfredi.
Dopo Walpole e Clara Reeve con Il vecchio barone inglese, storia gotica, il romanzo gotico è meglio conosciuto come romanzo nero o del terrore. Le ambientazioni cupe sono le stesse ma sono assai ridotti i fenomeni soprannaturali. Questa evoluzione narrativa, come si vedrà, è inaugurata da Ann Radcliffe. Rilevante anche Bram Stoker con il suo celeberrimo Dracula del 1897; tra i grandi romanzi gotici, ispirato alla figura storica del voivoda valacco Vlad III, detto Țepeș (l'impalatore) vissuto nel Quattrocento, il romanzo di Stoker ha reso popolare il personaggio del vampiro.

## Storia

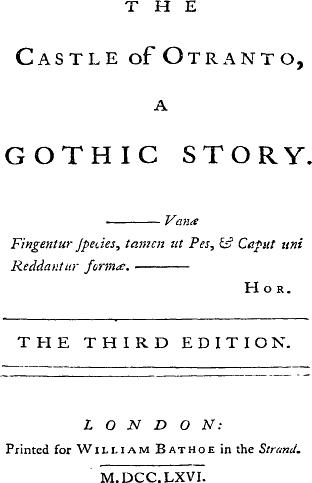
Il castello di Otranto (1764) è unanimemente considerato il primo romanzo gotico

Il termine gothic (gotico) fu applicato, a posteriori, per indicare l'architettura medievale, chiamata architettura gotica, e l'arte. Tale stile artistico e architettonico nacque in Francia nel XII secolo e si sviluppò in Europa occidentale nel XIV e XV secolo oltre che in molte aree come Spagna, Portogallo, Inghilterra e paesi tedeschi. Nell'oltremanica, il gotico inglese si diffuse precocemente già a partire dal 1175.
L'etichetta di gotico fu coniata in senso spregiativo da Giorgio Vasari nel XVI secolo come sinonimo di "barbarico". Tale stile fu poi rivalutato e adottato a partire dalla metà del XVIII secolo dagli ispiratori del gothic revival (o neogotico), un precursore del romanticismo. Appartiene a questo periodo la nascita della dimora di Strawberry Hill, presso Londra, voluta da Horace Walpole.. L'architettura neogotica divenne popolare nell'ottocento e fu una reazione all'architettura neoclassica che era il marchio distintivo dell'era dei lumi.
Nella narrativa la letteratura inglese del XVIII e XIX secolo fu alimentata da due temi ricorrenti: il romanzo gotico, definito anche "romanzo spaventoso" per i personaggi e l'ambientazione angosciante (inaugurato dal già citato Il castello di Otranto di Horace Walpole) e il romanzo storico di Walter Scott.

### Architettura e narrazione

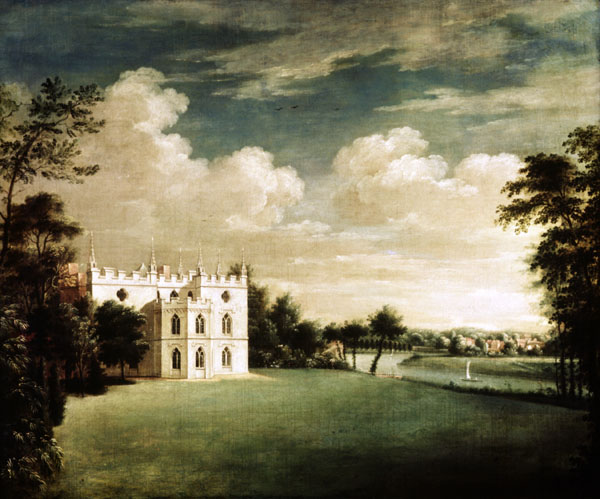
Strawberry Hill, la residenza di Horace Walpole a Twickenham, Londra. Dipinto di Johann Heinrich Münt, circa 1755-1759.

Esiste un rapporto fisico molto stretto tra architettura e romanzo gotico del quale i veri protagonisti diventano proprio l'ambientazione e la scenografia della narrazione. Non per niente in Inghilterra Horace Walpole ordinò la già citata costruzione neogotica di Strawberry Hill nei pressi di Londra. In questa fortezza, che ebbe un posto importante nell'architettura inglese, Walpole fece installare una tipografia per stampare i suoi libri e quelli dei suoi amici.
Come il neogotico rifiutava la chiarezza e il razionalismo dello stile neoclassico dell'establishment dell'Età dei lumi, il termine "gotico" venne collegato all'apprezzamento delle gioie date dall'emozione estrema, lo struggimento della paura e la soggezione inerente al sublime, la ricerca di "atmosfera". Le rovine degli edifici gotici evocavano molteplici emozioni, rappresentando il decadimento inevitabile e il crollo delle creazioni umane: così il bisogno di aggiungere finte rovine per attrarre l'occhio nei giardini di paesaggio inglesi. I protestanti inglesi spesso associavano gli edifici medievali con quello che vedevano come un periodo oscuro e terrificante, caratterizzato da dure leggi applicate con la tortura e con rituali misteriosi, fantastici e superstiziosi.
Tra i fattori che hanno contribuito alla nascita del genere vi è il parallelo sviluppo in Europa del Romanticismo e il richiamo del misterioso e del magico, dell'esotico, del primitivo, del tenebroso. Temi che diventeranno elementi caratterizzanti del romanzo gotico.

### Gothic revival
Questa letteratura conobbe una certa fortuna anche nell'Ottocento con altri importanti scrittori come Matthew Gregory Lewis, Ann Radcliffe, Charlotte Dacre e Mary Shelley e influenzò altri paesi come la Francia.
Sentimentalismo e romanticismo, rivolta contro il razionalismo illuminista, inquietudine per l'industrializzazione portarono alla nascita del gothic revival. Tale sottogenere si manifesta a partire dalla seconda metà del Settecento fino ai primi decenni del XIX secolo e prosegue per tutto l'Ottocento. Gli ulteriori sviluppi coinvolgono non solo la letteratura ma, con il termine neogotico, anche l'architettura e le arti figurative.
Oltre al Castello di Otranto (1764), bisogna citare una sua imitazione, Il vecchio barone inglese (The Old English Baron, 1777) di Clara Reeve, Vathek scritto in francese (1785) e pubblicato a Losanna (1787) da William Beckford, Romanzo siciliano (1790), I misteri di Udolpho (1794) e L'italiano, o il confessionale dei penitenti neri (1797) di Ann Radcliffe, Il monaco (1796) di Matthew Lewis, Frankenstein (1818) di Mary Shelley, Il vampiro (1819) di John William Polidori, Melmoth l'errante (1820) di Charles Robert Maturin e i racconti di E. T. A. Hoffmann.

### Frankenstein

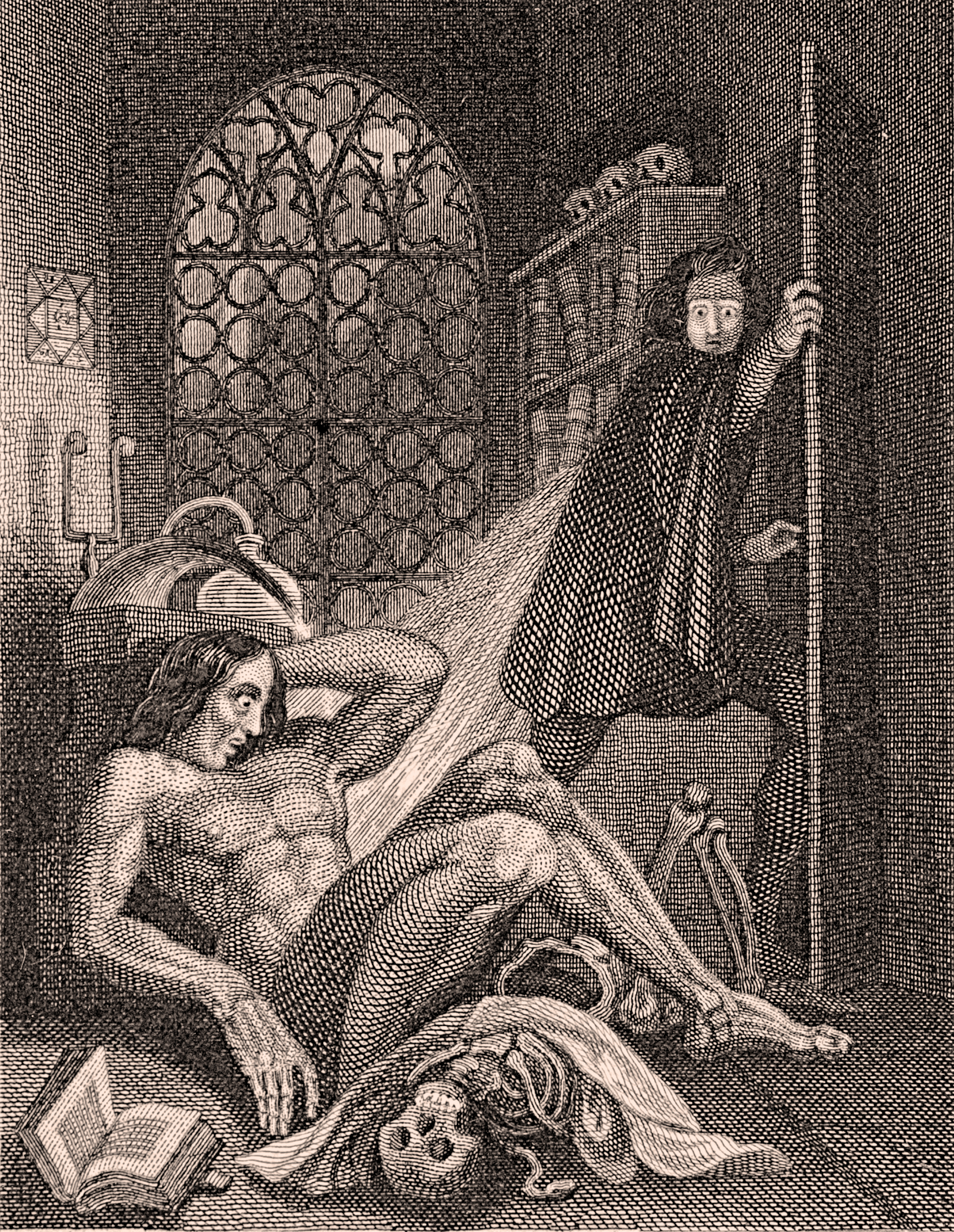
Frankenstein, ovvero il moderno Prometeo (1818) di Mary Shelley definisce meglio il romanzo gotico nel periodo romantico. Frontespizio nell'edizione del 1831.

Di particolare importanza appare soprattutto il Frankenstein o il Prometeo moderno (1818) di Mary Shelley, poiché supera alcuni schemi del primo periodo del romanzo gotico irrazionale sulla paura per le incognite per cedere il passo a una visione scientifica in chiave fantascientifica. Il romanzo introduce poi tematiche culturali e filosofiche tuttora attuali e di grande impatto in un'epoca nella quale la ricerca stava accelerando enormemente le sue scoperte: il rapporto fra l'uomo e la scienza, i limiti della scienza oltre i quali non è lecito spingersi, il "diverso" che viene emarginato dalla società civile, la figura della creatura artificiale che si ribella al suo creatore.
Mary Shelley si colloca comunque nel romanticismo inglese per le passioni intense che percorrono la sua opera. Su riviste come The Keepsake pubblicò anche una lunga serie di racconti per lo più su tematiche romantiche (come La ragazza invisibile e Valperga), gotiche tra macabro e soprannaturale (come Metamorfosi, Il mortale immortale e Il malocchio) e politiche.

## Evoluzioni successive

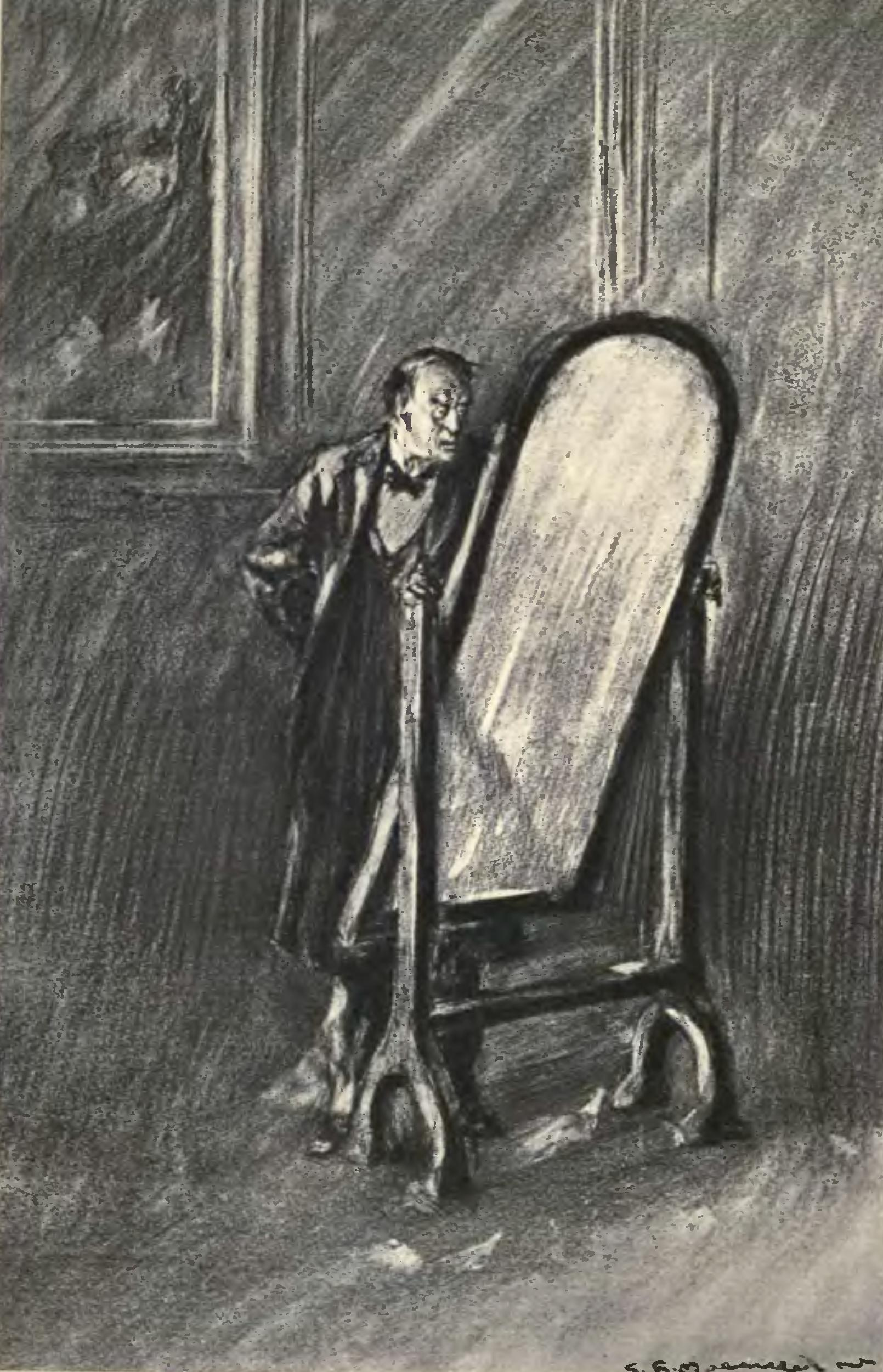
Jekyll allo specchio, illustrazione per Lo strano caso del dottor Jekyll e del signor Hyde

Le evoluzioni successive del genere letterario, dalla prima metà del XIX secolo con Edgar Allan Poe più che privilegiare le ambientazioni fantastiche (antichi castelli, rovine medievali, monasteri) o sovrannaturali (fantasmi, demoni, creature mostruose), iniziano ad avvicinarsi all'uomo comune. Si immergono sempre più negli abissi dell'io, nelle angosce e nelle paure individuali e collettive dell'uomo moderno e anticipano in qualche misura le indagini introspettive della futura psicanalisi. In quest'ambito più prettamente psicologico, legato all'idea del dolore della mente e della persecuzione della serenità umana messa in pericolo dalle misteriose e profonde forze malefiche della natura che compenetrano irrimediabilmente le menti dei vari protagonisti, Poe è appunto precursore e maestro indiscusso. Alimenteranno nuovi filoni derivati dal gotico alcuni autori del tardo Ottocento, come Robert Louis Stevenson con il romanzo Lo strano caso del dottor Jekyll e del signor Hyde, che lo rivela capace emulo di Poe e con il quale si insinua l'idea dello sdoppiamento (il bene e il male convivono in uno stesso individuo), o Arthur Conan Doyle, con i misteri e le atmosfere tenebrose di Sherlock Holmes, ma soprattutto dei suoi racconti fantastici e del terrore. Nel ciclo poliziesco di Holmes, la contaminazione con il gotico è evidente in alcuni racconti e soprattutto nel romanzo Il mastino dei Baskerville.
Va anche detto che Stevenson era stato sensibile alla forza e alla capacità di drammatizzare il realismo di certi ambienti con l'azione e la verosimiglianza della descrizione (anche L'isola del tesoro, romanzo d'avventura, sul piano storico poggia su premesse realistiche).
Tali sviluppi narrativi, in particolare nel Novecento, assumeranno la forma di generi narrativi autonomi come il giallo, il noir, la fantascienza, l'orrore.
Anche nel XX secolo gotico e soprannaturale influenzeranno un certo numero di autori, a cominciare da quelli inglesi. Sarà poi il cinema, già dai primi anni venti, a rivitalizzare presso il grande pubblico l'interesse per alcuni fra i più noti miti del romanzo gotico nati nel secolo precedente, come Frankenstein o il Vampiro.

## Caratteristiche e ambientazione
Tipici di questo genere letterario sono il tema della morte, della possessione demoniaca, del male, delle antiche profezie.
Le atmosfere comuni ai romanzi gotici sono il terrore (e di conseguenza il sublime), i conflitti interiori senza soluzione. I personaggi sono spesso ambigui, misteriosi, preda di passioni violente o tormentati da pene d'amore. Una delle figure fondamentali è la vergine perseguitata, già presente nella Clarissa di Richardson: nel Castello di Otranto di Walpole, e più ancora con la Radcliffe e Lewis, giovani donne sono costrette a fuggire da biechi seduttori.
Il romanzo gotico è per lo più ambientato nel Medioevo o nel XIX secolo: epoca buia e misteriosa la prima, più mistica e "borghese" la seconda. La minaccia si manifesta spesso in paesi cattolici e proviene dall'autorità politica e religiosa e da episodi di corruzione. L'italiano, o il confessionale dei penitenti neri (1797) di Ann Radcliffe e Il monaco (1795) di Matthew Lewis sono esempi illuminanti. Soprattutto il secondo, tra i più trasgressivi, contiene giudizi sulla Chiesa di Roma visti dalla prospettiva inglese.
Il gothic revival ricorda così agli inglesi anche la loro scelta di allontanarsi dal papato per un re di sicura fede protestante, disposto a governare con un parlamento e una costituzione che ne limitano i poteri (Glorious Revolution).

## Luoghi tenebrosi
Ciò chiarito sul contesto religioso in cui è maturata la letteratura gotica, in età preromantica, con riguardo specifico al romanzo gotico si affermano il gusto per il mistero e la religiosità medievale. Le ombre e l'oscurità diventano strumenti per ottenere il sublime e stati d'animo forti e incontrollati (al contrario della luce che rientra nel senso del bello) secondo il concetto orrorifico di "sublime" (l'incanto del mostruoso) espresso da Edmund Burke e poi da Kant e da Schopenhauer. Predominano oggetti molto potenti, grandi, che incutono timore (come cannoni, palazzi possenti, catene, il celeberrimo elmo che campeggia, enorme e minaccioso all'inizio del Castello di Otranto di Walpole); rumori molto forti; il senso di vastità, di cose non misurabili; la mancanza di rapporto causa-effetto; infine l'approssimazione: John Milton nel Paradiso perduto accennava solo vagamente all'aspetto e alle fattezze del diavolo.
I luoghi in cui si svolgono le vicende sono tetri e tenebrosi, come vecchi castelli (Dracula, Il castello di Otranto, Romanzo Siciliano), abbazie e conventi (La vergine perseguitata, Il monaco di Lewis, L'italiano della Radcliffe); più in generale in paesi cattolici governati da monarchie assolute che non tutelano i diritti dei cittadini. Il potere religioso agisce mediante immagini che invitano alla contemplazione emotiva. Ricorrenti le ambientazioni naturali, come le foreste o il Polo nord, dove dominano neve e ghiacci (Frankenstein), ma anche il deserto come terra inospitale (Vathek).
Tali tematiche e simboli presto diverranno emblematici del romanticismo inglese e continueranno a influenzare la letteratura europea per gran parte dell'Ottocento, anche al di fuori del genere gotico vero e proprio. I promessi sposi di Alessandro Manzoni (autore convertito al Romanticismo e all'idea del romanzo "inventato" rinnegando le regole classicistiche e il suo poemetto Urania), pur non essendo in sé un romanzo gotico, contiene tuttavia situazioni molto simili a quelle del gotico, come la vicenda della Monaca di Monza costretta dal genitore dispotico alla clausura o rapimenti e oppressioni come l'episodio di Lucia Mondella, segregata nel castello dell'Innominato. Oppure si pensi alle atmosfere cupe di Notre-Dame de Paris (1831) di Victor Hugo, ambientato nel tardo Medioevo, con personaggi come il mostruoso Quasimodo o la fanciulla Esmeralda, vittima innocente di un crudele sopruso. Anche lo scrittore vicentino Antonio Fogazzaro scrisse un romanzo d'impronta gotica: Malombra.
Il potere feudale e il dispotismo contribuiscono ad alimentare lo sfondo gotico sublime. Saranno temi poi ripresi nell'Ottocento dagli scrittori americani, che hanno vissuto regimi puritani (caccia alle streghe, ordalia; indiani = lingua incomprensibile, feroci e superstiziosi).

## Esponenti

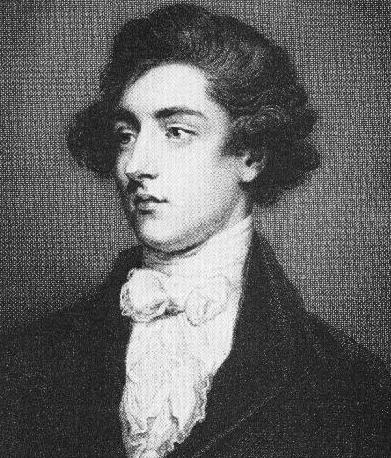
William Beckford

Il già descritto Walpole, considerato il pioniere del genere, aveva ormai aperto la strada al nuovo filone narrativo. Il suo romanzo sarà fonte d'ispirazione diretta per Il vecchio barone inglese (1777) di Clara Reeve (titolo originario The champion of virtue).
L'opera orientaleggiante Vathek di William Beckford è scritta in francese e muove i primi passi nella narrativa protoscientifica che esplorerà poi Mary Shelley. Si tratta di una fantasia erotica sul modello del racconto di De Sade, scritta sullo sfondo esotico del gotico o dell'orrore.
Nessuno, però, dei due romanzi è gotico in senso stretto. Entrambi superano il mondo medievale e approdano invece nel campo della conoscenza, ma presentano tematiche riconducibili al genere. Vathek offre poi un'opportunità di evasione nella vita di un gentiluomo inglese dell'epoca. L'eroe arabo di Beckford è assetato di potere, quel potere di dominare la vita e la morte che pervaderà anche Victor Frankenstein; per assecondare le sue ambizioni il protagonista si inoltra nelle caverne segrete di un mondo sotterraneo, dove però scopre che le sue fantasie sono destinate a rimanere tali. Vathek è un Rasselas (Samuel Johnson) privato della sua filosofia morale.

### Le eroine della Radcliffe

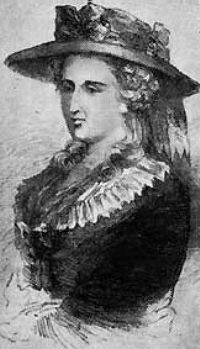
Ann Radcliffe

Alla maggiore esponente del cosiddetto romanzo nero e terrifico che non va confuso con il noir, è stata riconosciuta capacità di ambientazione e di saper descrivere romantici paesaggi. La Radcliffe ha saputo coniugare sentimento e ragione, riuscendo a dare spiegazioni razionali agli elementi misteriosi all'apparenza soprannaturali delle sue storie. Dal gotico di Ann Radcliffe seguiranno tutte le narrazioni nere successive. Intanto una rilettura contemporanea della sua opera fa ritenere che abbia non poco influenzato il romanticismo inglese ed europeo. La Radcliffe distingue le reazioni che si provano di fronte al terrore, che dilata l'animo e rende le facoltà estremamente ricettive, e all'orrore, che invece fa contrarre e raggelare i sensi. Sia in I misteri di Udolpho che ne L'italiano (1797) troviamo due eroine, rispettivamente Emily e Ellena, perseguitate da una presenza maschile; entrambe esprimono grande delicatezza e profondo senso del decoro e immerse nel cattolicesimo più intransigente fanno affidamento sulla loro razionalità per superare le difficoltà; riescono al contempo a rendersi conto della pericolosità della loro situazione sia dal punto di vista sessuale che morale. Ne L'Italiano, Ellena è rinchiusa in un convento in un'Italia immaginaria (la Radcliffe non l'ha visitata) dominata da potenti stereotipi visivi. Va ricordato che nella prima fase della nascita della Chiesa anglicana si era assistito a un vero e proprio annientamento dell'immagine sacra.

### Lewis,Il Monaco

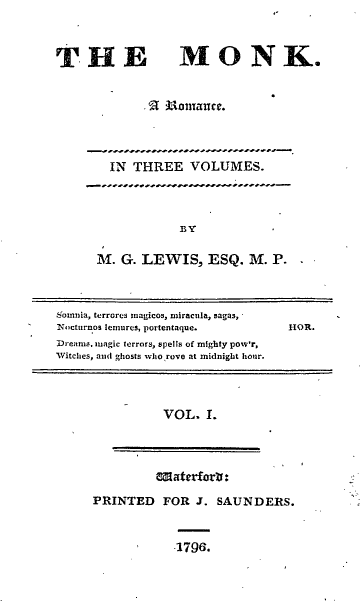
Frontespizio de Il monaco

Uno dei casi in cui l'autore viene confuso con il protagonista del suo capolavoro riguarda Matthew Gregory Lewis, detto Monk Lewis. Lo scrittore inglese, ancora giovane, si guadagnò notevole popolarità e questo soprannome dal titolo del romanzo Il monaco (1796), best seller dell'epoca.
Il monaco è ambientato in un convento di frati cappuccini e in un paese cattolico, la Spagna (in particolare Madrid), all'epoca dell'Inquisizione, ma il convento è ora dominato da un'atmosfera di repressione e ambizione opposta alla vita serena dei monasteri della Radcliffe. Il monaco è un insieme di scene che vanno dal soprannaturale al terrore e al libertinismo, senza toccare le vette audaci di un Sade che tuttavia definì l'opera "capolavoro gotico". Il romanzo è totalmente privo di profondità psicologica, ma riesce ugualmente a rappresentare la natura segreta del monaco Ambrosio; le sue passioni represse riaffiorano in ambientazioni d'effetto come stanze segrete, passaggi sotterranei e cripte (Lewis inserisce tra l'altro una rivisitazione della scena della cripta di Romeo e Giulietta). Ambrosio, colpevole persino di stupro, giunge alla distruzione spirituale e fisica: la sua morte arriva quasi come una liberazione dopo una lenta agonia, dettagliatamente descritta («Miriadi d'insetti si posavano sulle sue ferite, conficcandogli i pungiglioni nel corpo e infliggendogli le più acute e insopportabili torture. Le aquile della roccia gli strapparono le carni pezzo dopo pezzo e con i becchi ritorti gli spiccarono gli occhi»).

### E. A. Poe

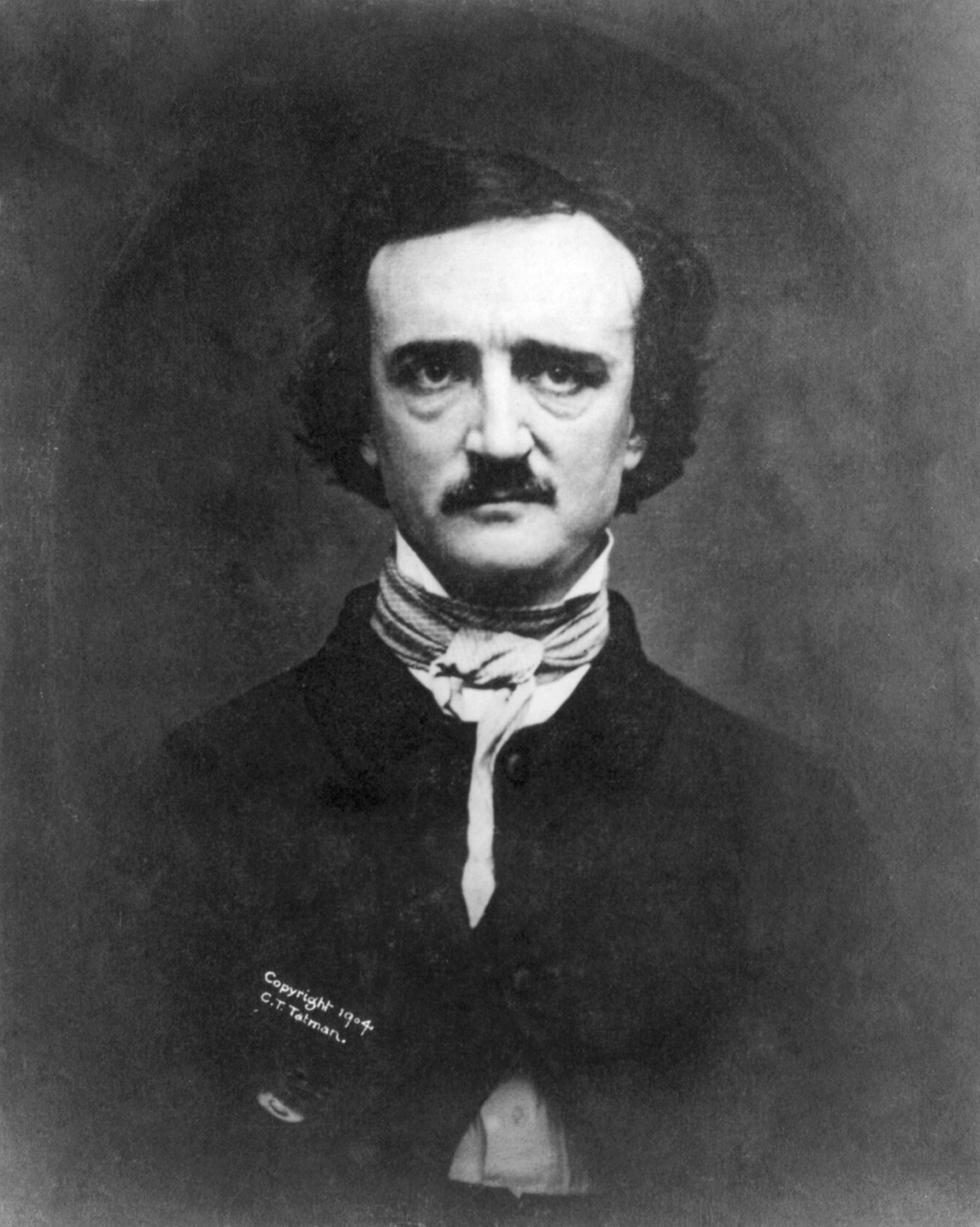
Edgar Allan Poe è stato un importante reinterprete di romanzi gotici.

Una citazione a parte merita Edgar Allan Poe che, nonostante tenda a escludere le tipiche ambientazioni gotiche, ne eredita però il mistero, l'orrido e l'angosciante, caratteristiche basilari delle sue opere. Nel racconto breve i meccanismi narrativi di Poe si ispirano alla tradizione gotica inglese. In particolare gli elementi gotici oltre che fantastici ci sono tutti nel racconto Metzengerstein pubblicato sul Saturday Courier nel 1832 con al centro il fenomeno della reincarnazione e lo scenario dei castelli. Il protagonista viene ucciso da un cavallo nel quale è trasmigrata l'anima del suo nemico.
Il tema di fondo dei racconti di Poe è la morte fino alle estreme conseguenze terrene. Come nel caso della sepoltura prematura in La sepoltura prematura (1844), Berenice (1835) e in La caduta della casa degli Usher (1839), della trasmigrazione dell'anima da un corpo all'altro in Morella (1835), in Ligeia (1838) e della personificazione della Morte come nel racconto La maschera della Morte Rossa (1842)..
I racconti di Poe sono capolavori d'invenzione squisitamente romantica. C'è nell'opera di Poe il rifiuto sistematico del razionalismo illuministico che ritiene incapace di risolvere le tragedie del mondo. Fa storia a sé I delitti della Rue Morgue con l'indagine deduttiva del detective Dupin (1841). Anche se a questa capacità di analisi il grande autore statunitense ha associato «una vera immaginazione».

### Bram Stoker e H.P. Lovecraft
In epoca più moderna, sul finire dell'Ottocento, sarà l'irlandese Bram Stoker (Dublino 1847-Londra 1912) a rinverdire e riproporre il mito del vampiro con il suo Dracula. Stoker si laureò in matematica e, dopo un breve impiego, iniziò a collaborare come critico teatrale con il Mail.
Agli inizi del XX secolo, è invece Howard Phillips Lovecraft che prosegue sul solco del gotico, dando il via anche a una scuola americana di fantascienza e del fantastico.

### King e la Rice
Tra i più popolari autori contemporanei vanno indicati Stephen King che ha prodotto alcuni romanzi del sottogenere suburban gothic e Anne Rice con la saga di vampiri, streghe e diavoli. Si tratta però dello sbocco ulteriore nell'horror con ricchezza di particolari macabri. La Rice ha ridisegnato parzialmente la figura del vampiro e messo in risalto l'aspetto passionale dell'uomo.

## Contaminazioni

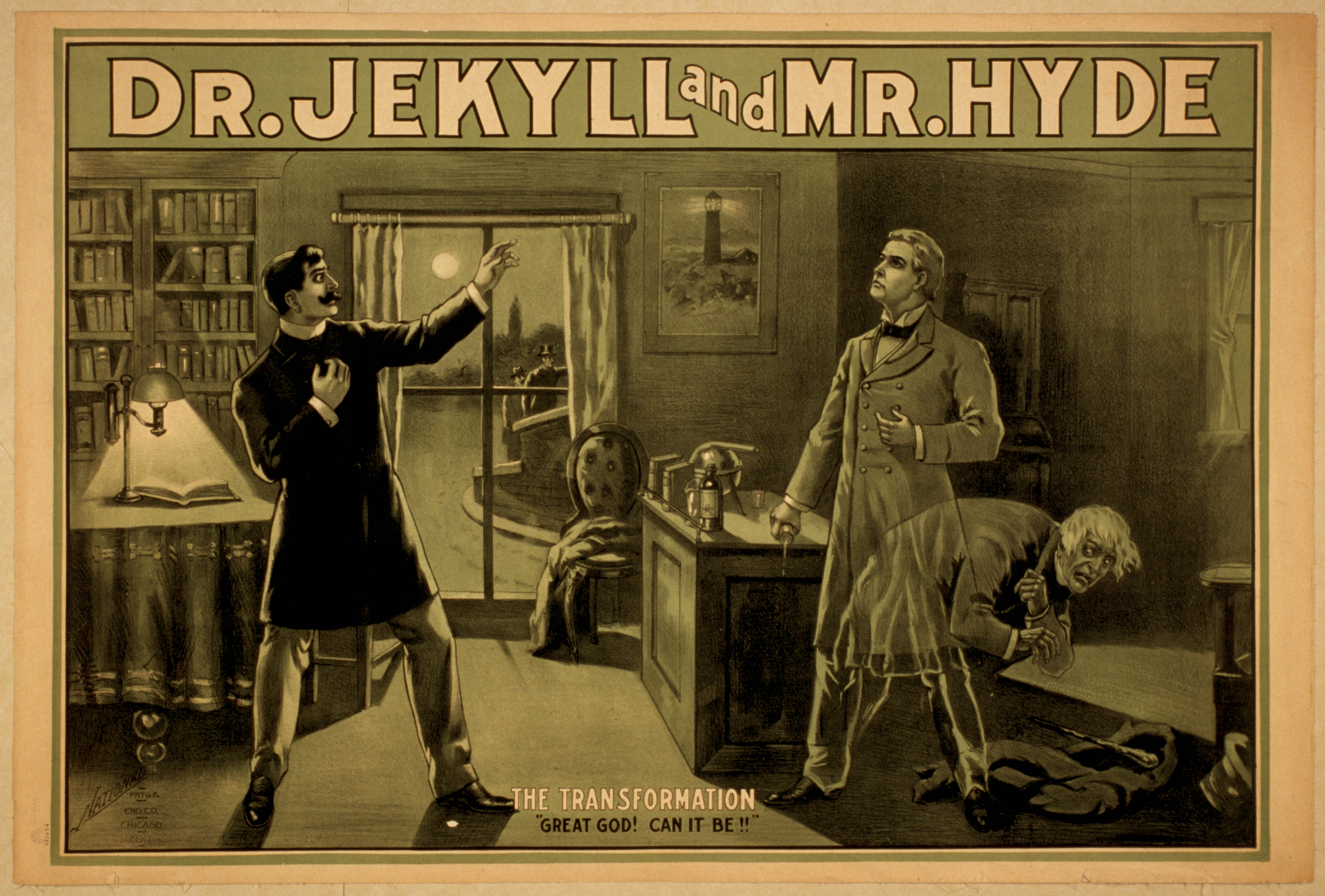
Lo strano caso del dottor Jekyll e del signor Hyde (1886) di Robert Louis Stevenson è una classica opera gotica, seguita da molti adattamenti.

A proposito di gotico e di letteratura dell'irrazionale rispetto a una letteratura come quella gialla caratterizzata invece dalla plausibilità e dalla razionalità delle sue storie, dopo i successi nel fumetto, da qualche tempo si assiste a contaminazioni con accostamenti antinomici come il sublime e il fantastico, il paranormale e l'oltretomba alla scrittura investigativa di matrice positivista e scientifica.
In questi ultimi tempi l'adesione alquanto cronachistica alla realtà fa assumere alle storie sempre più il carattere di inchiesta giornalistica e sempre meno di autentica narrazione. La città riprodotta nel suo doppio di cronaca avulsa dalla dimensione letteraria. La conseguenza più immediata è stata di aver snaturato e spesso penalizzato il metodo deduttivo per la soluzione dell'enigma privilegiando gli effetti stilistici della scrittura e dell'ambientazione o l'analisi introspettiva.
Se il fenomeno si sta diffondendo per così dire a macchia di leopardo, al punto da rendere ormai inadeguata qualsiasi specifica citazione, dipende anche dal fatto che più di un editore, tradizionalmente estraneo a tali scelte, ha spesso trovato conveniente alimentare il filone in un mercato sempre pronto a rispondere a questo tipo di etichettatura.
Con una certa confusione di tipologia e di metodologia queste storie vengono semplicisticamente accostate, da una parte della critica, alla letteratura noir e gialla e i loro autori definiti giallisti pur in assenza della soluzione di un mistero o di ingredienti peculiari come detection e medicina legale. Il disorientamento del lettore è stato l'effetto più immediato.